# IPhone XR
Pour un article plus général, voir iPhone.
Pour les articles homonymes, voir iPhone (homonymie).
L'iPhone XR  est un smartphone, modèle de la 12e génération d'iPhone d'Apple. Il est présenté le 12 septembre 2018 aux côtés des iPhone XS et XS Max lors d'une keynote à Cupertino en Californie, succédant à l'iPhone X et précédant les iPhone 11, iPhone 11 Pro et iPhone 11 Pro Max.

## Lancement
Le smartphone, avant son lancement officiel, fait l'objet de nombreuses rumeurs concernant la taille de l'écran, la date de sortie et le nom.
Annoncé le 12 septembre 2018, les précommandes débutent le 14 octobre et la mise en vente se fait le 26 octobre dans plus de 50 pays du monde entier.

## Réception
Chris Velazco du site Engadget écrit que le smartphone possède une excellente performance graphique, « la meilleure batterie qu'un iPhone ait pu avoir », une bonne qualité de conception et le décrit comme étant coloré mais critique néanmoins l'écran qui « aurait pu être plus grand », l'appareil photo qui manque de précision et le coût « qui reste plus élevé qu'un Android ».
Gareth Beavis de TechRadar note que « Si vous recherchez un iPhone abordable, c'est un concurrent de taille, doté des derniers logiciels, d'une puissance suffisante et d'une autonomie étonnamment bonne... Avec l'introduction de l'iPhone 11, le prix a baissé, ce qui en fait un produit d'un excellent rapport qualité-prix ».

## Fin de commercialisation
Le smartphone ainsi que l'iPhone 12 Pro et 12 Pro Max sont retirés du site d'Apple après l'annonce de l'iPhone 13 et de l'iPhone 13 Pro le 14 septembre 2021,.

## Composition

### Écran
Son écran est un écran Liquid Retina HD LCD multi-touch de 6,1 pouces avec une définition de 1 792 × 828 pixels. Il est doté du Haptic touch, de l'affichage TrueTone et d'un revêtement oléophobe résistant aux traces de doigts.
Il est classé IP67 résistant à l'eau d'une profondeur maximale de 1 m pendant environ 30 minutes et à la poussière.

### Appareil photo
Il possède un objectif photo à l'arrière avec un grand angle de 12 Mpx et une ouverture ƒ/1,8.
Située à l'avant du téléphone, la deuxième caméra TrueDepth de 7 Mpx a une ouverture ƒ/2,2, dispose de la détection des visages et du HDR pouvant prendre des photos et des vidéos en 1080 p à 30 images par seconde, des vidéos en 720 p à 240 images par seconde et permet également l'utilisation d'Animoji.
Le smartphone est capable de réaliser un effet bokeh sans avoir besoin d'un second capteur photo au dos de l'appareil.

### Processeur et mémoire
Il est doté du SoC Apple A12 Bionic, un processeur hexacoeur composé de deux cœurs qui sont 15 % plus puissants et quatre cœurs qui sont 40 % plus économes en énergie que l'Apple A11 Bionic présent sur l'iPhone X. Il dispose de 3 Go de ram et se configure en 64, 128 et 256 Go de stockage interne.

## Conception
Ses dimensions globales sont quasi-similaires à l'iPhone XS Max. Il mesure 75,7 mm de largeur, 150,9 mm de hauteur et 8,8 mm d'épaisseur, étant plus épais que les iPhone XS.
Le boitier est conçu en verre et se décline en plusieurs couleurs : blanc, noir, jaune, bleu, corail et rouge.

## Logiciel
Il est fourni avec iOS 12 et supporte la récente mise à jour iOS 18.

## Impact environnemental
Selon un rapport d'Apple concernant le cycle de vie des smartphones, l'iPhone XR dépense environ 62 kg CO2 dont 76 % pour sa production.
Le smartphone utilise des matériaux qui réduisent la dépendance aux ressources limitées, par exemple, la carte logique principale est assemblée avec de l'étain 100 % recyclé, le cadre du verre de l'écran est fait avec 32 % de plastique recyclé, et le boîtier du haut-parleur est fabriqué à 35 % de matières recyclées après leur première consommation.